# Матиньон, Франсуа де Гойон
Франсуа де Гойон де Матиньон (фр. François de Goyon de Matignon; 17 марта 1607, Сен-Ло — 19 января 1675, Ториньи-сюр-Вир), граф де Ториньи — французский генерал.

## Биография
Младший сын Шарля де Гойон-Матиньона, графа де Ториньи, и Элеоноры д'Орлеан-Лонгвиль.
Сир де Матиньон, граф де Ториньи и де Гасе, маркиз де Лонре.
Последовательно титуловался графом де Гасе, де Ториньи и де Матиньоном. В 1624—1626 годах служил добровольцем в Италии в войсках коннетабля Ледигьера и маршала Креки, в полку своего старшего брата Жака де Матиньона. Был ранен в голову в траншее при осаде Гави в 1625 году.
Патентом от 22 июня 1627 набрал пехотный полк своего имени, которым командовал при осаде Ла-Рошели и который распустил в ноябре 1628, после взятия города. В 1629 году служил добровольцем при штурме Сузы, снабжении Казале, осадах Прива, Сент-Амбруа и Алеса, в следующем году при осаде Пиньероля и завоевании Савойи, в 1632-м при взятии Понт-а-Муссона и бою под Рувруа.
В 1638 году стал наследником принадлежавших его отцу должностей губернатора Шербура и генерального наместника в бальяжах Котантена, герцогства Алансонского и Кана, а в 1639-м получил губернаторство в Гранвиле и командование в Нижней Нормандии, которое сохранил до своей смерти.
Патентом от 1 июля 1643 набрал пехотный полк, 21-го и 23-го был назначен членом Государственного и Тайного советов и 30-го передал полк своему сыну.
Патентом от 25 января 1649 набрал кавалерийский полк, 26-го роту из ста жандармов и в тот же день был назначен генерал-лейтенантом в Нормандской армии графа д'Аркура, действовавшей против фрондеров. Кавалерийский полк был распущен в марте 1649, после заключения Рюэльского мира.
Генерал-лейтенант армий короля (10.07.1652), в кампанию того года служил в войсках маршала Тюренна. 29 сентября того же года приказом, данным в Компьене, получил роту из ста тяжеловооруженных всадников.
31 декабря 1661 был пожалован в рыцари орденов короля.

## Семья
Жена (контракт 13.10.1631): Анн Малон де Берси (ум. 2.04.1688), дочь Клода Малона, сеньора де Берси, рекетмейстера и президента Большого совета, и Катрин Абер де Монмор
Дети:
- Анри (10.08.1633—28.12.1682), граф де Ториньи. Жена (1648): Мари-Франсуаза Летелье, дама де Ла-Лютюмьер, дочь Франсуа де Летелье, сеньора де Ла-Лютюмьера, и Шарлотты дю Бек
- Элеонора (10.09.1634—1706), приоресса бернардинок в Ториньи, аббатиса Ле-Параклет-д'Амьена (1681)
- Мари-Катрин (6.09.1636—1698), аббатиса Кордийона в диоцезе Байё (1655)
- Шарлотта (28.05.1639—1703), монахиня в Кордийоне (1655), аббатиса в Сен-Дезире в предместье Лизьё
- Шарль (3.08.1641—1674), граф де Гасе, бригадир армий короля
- Жак (27.03.1643—15.03.1727), епископ Кондома
- Жак III (28.05.1644—14.01.1725), граф де Ториньи, герцог де Валентинуа. Жена (1675): Шарлотта де Гойон-Матиньон (1657—1721), графиня де Ториньи, дочь Анри де Гойон-Матиньона, графа де Ториньи, и Мари-Франсуазы Летелье
- Генриетта (23.04.1646—?), монахиня в Кордийоне
- Шарль-Огюст (28.05.1647—6.12.1729), граф де Гасе, маршал Франции. Жена (1681): Мари-Элизабет Бертело (ум. 1702), дочь Франсуа Бертело и Анн Реньо
- Мари-Франсуаза (3.08.1648—11.10.1719). Муж (контракт 5.10.1668): Робер-Жан-Антуан де Франкето, граф де Куаньи
- Анн (р. 10.07.1650). Муж (1670): маркиз Рене де Неве